# Tinningstedt
Tinningstedt (dänisch: Tinningsted, nordfriesisch: Taningstää) ist eine Gemeinde im Kreis Nordfriesland in Schleswig-Holstein.

## Geographie

### Geographische Lage
Das Gemeindegebiet von Tinningstedt befindet sich im Bereich der naturräumlichen Haupteinheit Lecker Geest (Nr. 690) nordwestlich vom ländlichen Zentralort Leck in Südtondern. Die Grenze zwischen Dänemark und Deutschland verläuft etwa zehn Kilometer nördlich des Dorfes. Ein Teilgebiet des ehemaligen Fliegerhorstes Leck befindet sich am südlichen Rand des Gemeindegebiets im Übergang zur Nachbargemeinde Klixbüll.

### Nachbargemeinden
Tinningstedt grenzt an:
| Braderup | Lexgaard                                    | Karlum |
|          | Kompassrose, die auf Nachbargemeinden zeigt |        |
| Klixbüll |                                             | Leck   |

### Gemeindegliederung
Neben dem namenstiftenden Dorf befinden sich auch die Hofsiedlung Neulandshof, die Häusergruppe Stockholmacker und die Streusiedlung Tinningstedtfeld als weitere Ortsteile im Gemeindegebiet.

## Politik

### Gemeindevertretung
Bei den Kommunalwahlen am 14. Mai 2023 erhielt die Wählergemeinschaft Tinningstedt (WGT) bei einer Wahlbeteiligung von 55,1 Prozent erneut alle neun Sitze.

### Bürgermeister
Für die Wahlperiode 2018 bis 2023 wurde Dirk Enewaldsen (WGT) erneut zum Bürgermeister gewählt.

### Wappen
Blasonierung: „In Silber ein flugbereiter, schwarzbewehrter roter Falke, der sich auf einer durchgehenden, niedrigen roten Ziegelmauer, diese belegt mit zwei goldenen, beiderseits mit je einer abzweigenden Spirale geschmückten Mauerankern, niederlassen will, und ein blauer Wellenbalken im Schildfuß.“
Historische Begründung: Die ins Auge fallende Figur des Wappens der Gemeinde Tinningstedt ist der anfliegende Falke. Bis 1586 wurde im Ort eine "Valkenlegge", also ein Falkenfangplatz, unterhalten. Wahrscheinlich diente diese Einrichtung der herzoglichen Hofhaltung. Obwohl tief im Landesinnern auf der Geest gelegen, waren das Dorf und seine Bewohner ständig bedroht durch Überflutung ihrer Wiesenländereien durch die weit ins Binnenland dringende Nordsee. Insbesondere die Sturmfluten von 1532 und 1634 brachten das Meer bis an die Grenzen der Gemeinde. Auf diese Naturereignisse bezieht sich der Wellenbalken im Wappen. Zugleich stellt er eine durch das Ortsgebiet fließende Au dar. Am ältesten Bauernhof im Ortsteil Stockholmacker befinden sich ländlicher Bautradition entsprechend Maueranker. Diese sind als Beispiel bäuerlicher Kultur in das Wappen aufgenommen worden. Das zeitlich jüngste durch das Wappen angesprochene Ereignis ist nämlich die Aufhebung der Feldgemeinschaft im Jahre 1808. Danach wurde mit der Aussiedlung aus dem Ortszentrum und der Besiedlung der Feldmark begonnen, versinnbildlicht durch die ein Haus andeutende Mauer im Wappen.

## Wirtschaft und Verkehr

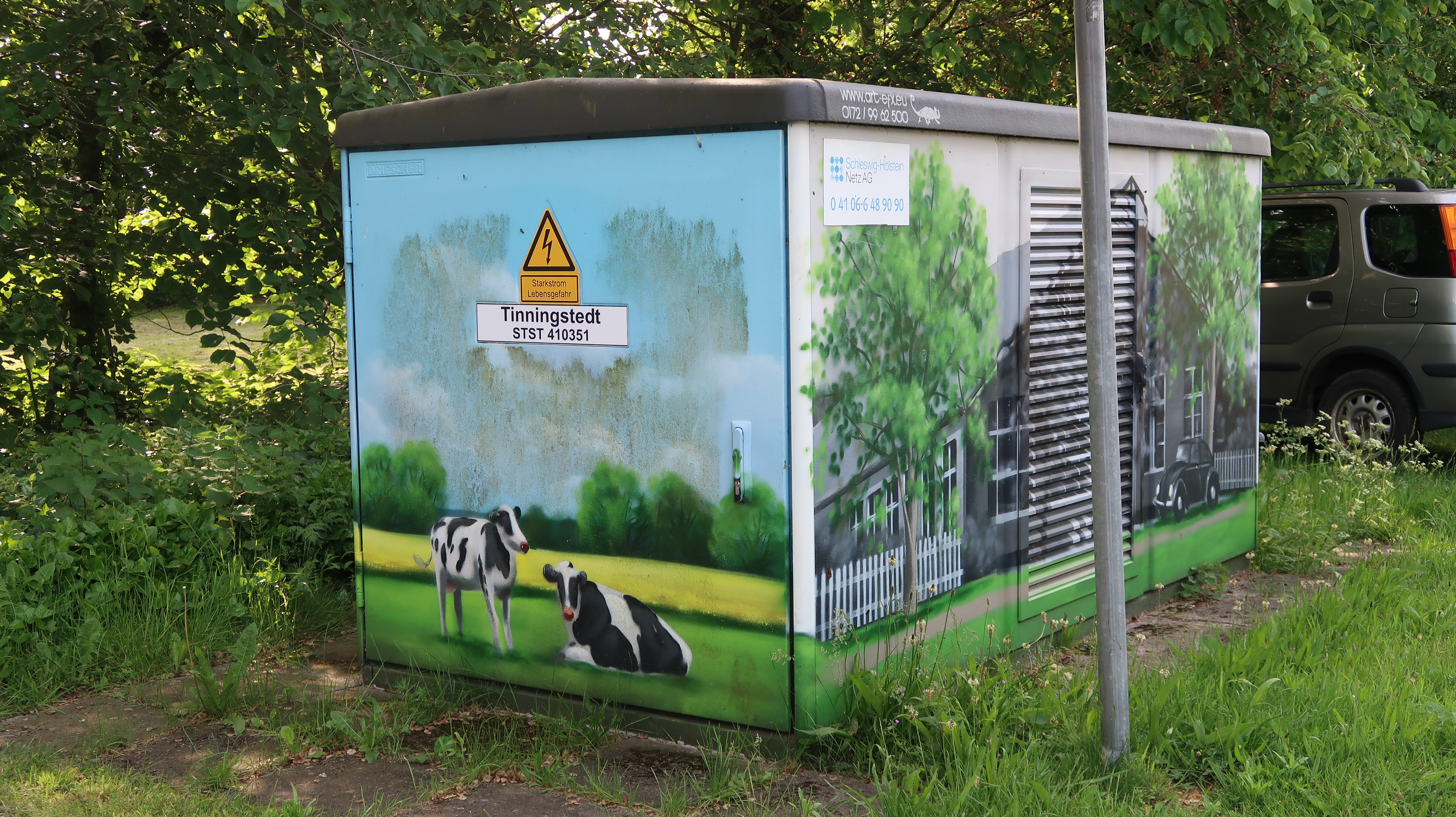
Trafostation der Schleswig-Holstein Netz AG an der Hauptstraße

Die Wirtschaft in der Gemeinde ist vor allem von der landwirtschaftlichen Urproduktion geprägt. Zu Beginn des 21. Jahrhunderts gab es insgesamt noch neun Vollerwerbsbetriebe.
Tinningstedt liegt abseits des deutschen Fernstraßennetzes. Die nächstgelegenen Bundesstraßen 199 und 5 treffen in der Nachbargemeinde Klixbüll aufeinander. Direkt benachbart am nördlichen Ortsausgang zweigt in nordöstlicher Richtung die schleswig-holsteinische Landesstraße 3 von der B 5 ab. Sie führt durch Tinningstedts Ortskern und von dort weiter nach Ladelund.
Die nächstgelegenen Bahnhöfe befinden sich an der Marschbahn in Niebüll und Uphusum (Bedarfshaltestelle, Strecke nach Tondern).
Südlich direkt an das Gemeindegebiet angrenzend befindet sich der Flugplatz Leck, ein mittlerweile für den zivilen Luftverkehr freigegebener Landeplatz mit Graspiste des ehemaligen Fliegerhorsts Leck.

## Vereine
- Ringreiterverein

## Persönlichkeiten

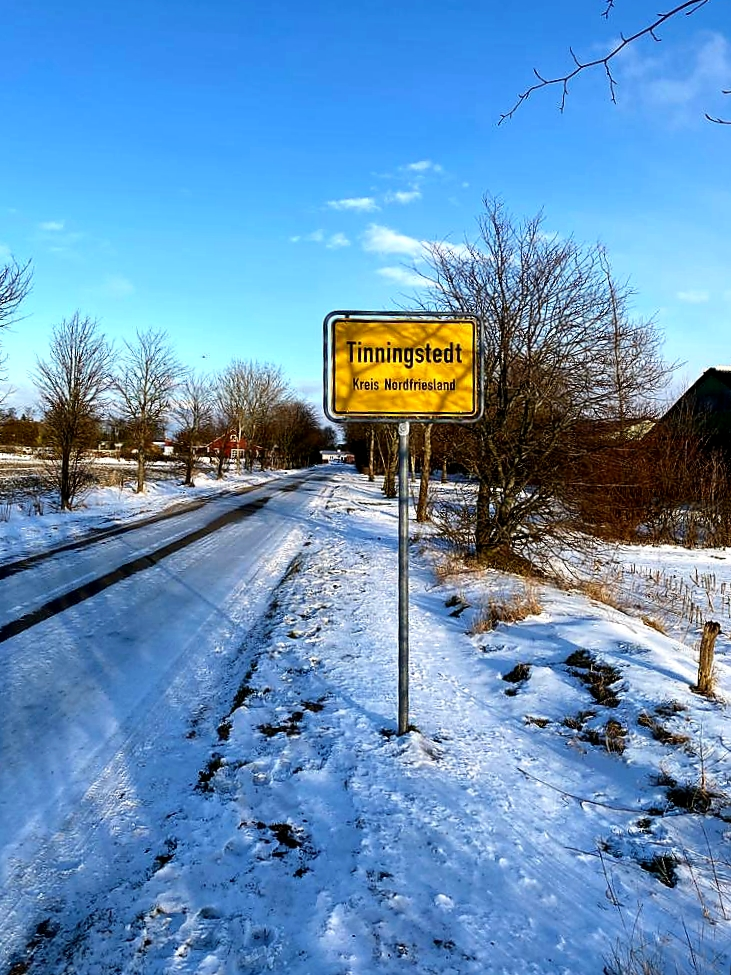
Ortseingang am Stavensweg

Der CDU-Politiker Ludwig Claussen (1906–1974) wurde in Tinningstedt geboren.